# داني ديكين
داني ديكين (بالإنجليزية: Danny Deakin)‏ هو لاعب كرة قدم بريطاني في مركز الوسط، ولد في 6 سبتمبر 1993 في شفيلد في المملكة المتحدة. لعب مع ماتلوك تاون ‏.

## وصلات خارجية
- داني ديكين على موقع قاعدة بيانات كرة القدم.إي يو (الإنجليزية)
- داني ديكين على موقع Soccerway.com (الإنجليزية)